# Leão Lopes
Leão Lopes es un director, escritor, artista plástico y profesor caboverdiano.

## Biografía
Lopes nació en 1948 en Ribeira Grande, Isla de Santo Antão, Cabo Verde.

## Carrera
Como cineasta, realizó el primer largometraje de ficción de Cabo Verde, The Island of Contenda (1996), basada en una novela de Henrique Teixeira de Sousa. También es autor de varios documentales, entre ellos Bitú (2009) y São Tomé - Os Últimos Contratados (2010).
En 1979, fundó AtelierMar en Mindelo, una ONG, dedicada a la formación de capacidad cultural y desarrollo local.
Entre 1991 y 2000, fue ministro de Cultura y Comunicaciones en la legislatura de Carlos Veiga. También fue diputado de la Asamblea Nacional de Cabo Verde.

## Filmografía

### Largometraje
- The Island of Contenda (1995)

### Documentales
- O Últimos Contratados ( Los últimos contratos) (2009)
- Bitú (2010)

## Obras publicadas
- Unine, 1998, historia corta
- O contexto jurídico dos media em Cabo Verde (Contexto judicial de los medios de comunicación de Cabo Verde), 1998, ensayo
- Baltasar Lopes: 1907-1989, 2002, tesis doctoral
- Capitão Farel: A Fabulosa História do Capitão Farewell, o Pirata de Monte Joana (Captain Farel: The Fabulous History of Captain Farewell, the Pirate of Mount Joanne), 2009, cuento para niños
- Baltasar Lopes: um homem arquipélago na linha de todas as batalhas (Baltasar Lopes; A Man of the Archipelago in the Line of All Battles), 2011, ensayo